# Jinjer
Jinjer – ukraiński zespół muzyczny wykonujący szeroko pojętą muzykę metalową.

## Historia
Zespół został założony w 2009 roku w Gorłówce z inicjatywy gitarzysty Dmytro Oksenia. Po licznych roszadach do zespołu dołączyli także Tetiana Szmajluk (wokal), Roman Ibramchaliłow (gitara), Jewhen Abdiuchanow (gitara basowa) oraz Ołeksandr Kozijczuk (perkusja). W takim składzie zespół wydał swój debiutancki album Inhale, Don't Breathe w wytwórni The Leaders Records. Miało to miejsce 15 marca 2013 roku. Jeszcze tego samego roku Jinjer przyznano miano najlepszego zespołu metalowego na Ukrainie. W 2014 roku zespół wydał we własnym nakładzie swój drugi album studyjny zatytułowany Cloud Factory. W 2015 roku zespół opuścił założyciel zespołu Dmytro Okseń. W 2016 roku zespół podpisał kontrakt z austriacką wytwórnią muzyczną Napalm Records. 29 lipca tego samego roku ukazał się trzeci album studyjny pt. King of Everything. Jeszcze w tym samym roku nowym perkusistą został Władysław Ułasewycz. W październiku 2019 roku ukazał się czwarty album studyjny zespołu pt. Macro”, album poprzedziła EP-ka „Micro” wydana w styczniu tego samego roku. W marcu 2020 roku zespół Jinjer został zaproszony do wzięcia udziału w Pol’and’Rock Festival.

## Muzycy
Obecny skład zespołu
- Tetiana Szmajluk – wokal (od 2009)
- Roman Ibramchaliłow – gitara (od 2010)
- Jewhen Abdiuchanow – gitara basowa (od 2011)
- Władysław Ułasewycz – perkusja (od 2016)

Byli członkowie zespołu
- Maksym Fatullajew – wokal (2009)
- Wjaczeslaw Ochrymenko – perkusja (2009–2011)
- Ołeksandr Kozijczuk – perkusja (2011–2013)
- Jewhen Mantulin – perkusja (2013–2014)
- Dmytro Okseń – gitara rytmiczna (2009–2015)
- Dmytro Kim – perkusja (2014–2016)

## Dyskografia
| Rok  | Album                                                                                     | Uwagi                                                                                   |
| ---- | ----------------------------------------------------------------------------------------- | --------------------------------------------------------------------------------------- |
| 2009 | Objects In Mirror Are Closer Then They Appear - Data: 2009 - Wydawca: (brak) - Format: CD | - Minialbum; wydanie własne                                                             |
| 2013 | Inhale, Don't Breathe - Data: 15 marca 2013 - Wydawca: The Leaders Records - Format: CD   | - Album studyjny                                                                        |
| 2014 | Cloud Factory - Data: 21 kwietnia 2014 - Wydawca: (Brak) - Format: CD                     | - Wydanie własne; powtórne wydanie 16 lutego 2018 roku nakładem wytwórni Napalm Records |
| 2015 | Crowd Factory - Data: 2015 - Wydawca: The Leaders Records - Format: DVD                   | - Koncertowe DVD                                                                        |
| 2016 | King of Everything - Data: 29 lipca 2016 - Wydawca: Napalm Records - Format: CD           | - Album studyjny                                                                        |
| 2019 | Micro - Data: 11 stycznia 2019 - Wydawca: Napalm Records - Format: CD                     | - Minialbum                                                                             |
| 2019 | Macro - Data: 25 października 2019 - Wydawca: Napalm Records - Format: CD                 | - Album studyjny                                                                        |
| 2020 | Alive In Melbourne - Data: 5 marca 2020 - Wydawca: Napalm Records - format: DVD           | - Album koncertowy                                                                      |
| 2021 | Wallflowers - Data: 27 sierpnia 2021 - Wydawca: Napalm Records - Format: CD               | - Album studyjny                                                                        |

## Teledyski
- Exposed as a Liar[13] (2012) TuneCore
- Scissors (2012) TuneCore
- No Hoard of Value (2013) Ingwar Dovgoteles
- Cloud Factory (2014) The Orchard Music
- Bad Water (2015) Born Vision Studio
- Sit Stay Roll Over (2015) The Orchard Music
- Words of Wisdom (2016) Napalm Records
- I Speak Astronomy (2016) Napalm Records
- Just Another (2016) Napalm Records
- Pisces (2017) Napalm Records
- Ape (2018) Napalm Records
- Dreadful Moments (2018) Napalm Records
- Perennial (2019) Napalm Records
- Teacher, Teacher! (2019) Napalm Records
- Judegement (& Punishment) (2019) Napalm Records
- One the Top (2019) Napalm Records
- Pit of Consciousness (2019) Napalm Records
- Retrospection (2020) Napalm Records
- Noah (2020) Napalm Records
- The Prophecy (2020) Napalm Records
- Home Back (2020) Napalm Records
- Vortex (2021) Napalm Records
- When Too Empires Collide (FMV) (2021) Jinjer Polska
- Outlander (FMV) (2021) Jinjer Polska
- Mediator (2021) Napalm Records